# Comuna Teslui, Dolj
Teslui este o comună în județul Dolj, Oltenia, România, formată din satele Coșereni, Fântânele, Preajba de Jos, Preajba de Pădure, Teslui (reședința), Țărțăl, Urieni și Viișoara-Moșneni.
Comuna Teslui nu are o atestare documentară veche, însă două dintre satele componente se regăsesc menționate pe harta stolnicului Constantin Cantacuzino, respectiv satul Viișoara-Moșneni (sub forma „Viisora”) și satul Preajba de Pădure (sub forma „Priasna”).
La Viișoara-Moșneni (com. Teslui, jud. Dolj), la sud-vest de „Dealul Comoarei” și „Valea Comoarei” în locurile numite „La Nisipuri” ori „La Cetate”, situate la 1 km nord de sat, este o cetate și o așezare dacică fortificată din sec. II a. Chr. În sat a mai fost descoperită o tetradrahmă de tip Alexandru cel Mare și un denar roman republican, iar în locul „Draia” un vârf de lance din fier, îndoit. Și alte arme (fragmentele unui cuțit de luptă și teaca sa) au mai fost recuperate din sat. La sud de locurile „Dealul Comoarei” și „Valea Comoarei”, în apropiere, pe teritoriul satului Preajba de Pădure (com. Teslui), a fost descoperit un tezaur ce conține monede Filip al II-lea, stateri din aur emiși de Alexandru cel Mare etc.
După Romanski, cătunul Boanta (din componența satului Preajba de Pădure) a fost fondat de grădinarii bulgari proveniți din zona Lom. Potrivit lui T. Balkanski, localnicii sunt originari din zona Vidin.
Descriere Comună:
- Gradinițe: 4;
- Școli: 4;
- Biserici: 5;
- Cămine culturale: 3;
- Intravilan: 177 ha;
- Extravilan: 7161 ha;
- Gospodarii: 1170;
- Locuințe: 1170.

Comuna Teslui este așezată în Sud-Estul județului Dolj, la o distanță de aproximativ 40 km de Craiova și la 25 km de Caracal.
Componența etnică a comunei Teslui
     Români (93,7%)
     Alte etnii (6,3%)
Componența confesională a comunei Teslui
     Ortodocși (93,51%)
     Alte religii (0,09%)
     Necunoscută (6,4%)
Conform recensământului efectuat în 2021, populația comunei Teslui se ridică la 2.110 locuitori, în scădere față de recensământul anterior din 2011, când fuseseră înregistrați 2.432 de locuitori. Majoritatea locuitorilor sunt români (93,7%). Din punct de vedere confesional, majoritatea locuitorilor sunt ortodocși (93,51%), iar pentru 6,4% nu se cunoaște apartenența confesională.

## Politică și administrație
Comuna Teslui este administrată de un primar și un consiliu local compus din 11 consilieri. Primarul, Traian-Vasile Stan[*], de la Partidul Social Democrat, este în funcție din 2016. Începând cu alegerile locale din 2024, consiliul local are următoarea componență pe partide politice:
|  | Partid                    | Consilieri | Componența Consiliului | Componența Consiliului | Componența Consiliului | Componența Consiliului | Componența Consiliului | Componența Consiliului | Componența Consiliului | Componența Consiliului |
|  | ------------------------- | ---------- | ---------------------- | ---------------------- | ---------------------- | ---------------------- | ---------------------- | ---------------------- | ---------------------- | ---------------------- |
|  | Partidul Social Democrat  | 8          |                        |                        |                        |                        |                        |                        |                        |                        |
|  | Partidul Național Liberal | 2          |                        |                        |                        |                        |                        |                        |                        |                        |
|  | Uniunea Salvați România   | 1          |                        |                        |                        |                        |                        |                        |                        |                        |